# Pão
Pão (do latim "pane") é um alimento obtido pelo cozimento de uma massa alimentar de consistência elástica, elaborada basicamente com farinha de cereal (com proteínas formadores de glúten, geralmente de trigo), água, sal/açúcar. A evidência de ocorrência mais antiga de pão é na Europa datado em 30 mil anos a.C..
A esta mistura básica podem acrescentar-se vários ingredientes, desde gordura a especiarias, passando por carne (geralmente curada), frutas secas ou frutas cristalizadas, etc. O pão comercial por outro lado, geralmente contém aditivos para melhorar o sabor, textura, cor, auxiliar em sua conservação e aumentar sua vida de prateleira, nutrição e facilidade de fabricação.
Basicamente existem tipos de pão: levedado, com adição de levedura/fermento biológico ou fermento químico à massa, produzindo pães mais macios, e; ázimo, não fermentado, que produz pães geralmente achatados e consistentes.
A Organização Mundial da Saúde (OMS) recomenda que seja ingerido 50 kg deste alimento ao ano.
A farinha de rosca é produzida de pão, seco ou torrado e depois moído.

## Etimologia
O termo "pão" origina-se do termo em latim "pane", que representa "neutro".

## História do pão
Ao longo da história registrada, o pão é um dos mais antigos alimentos artificiais, importante em grande parte do mundo desde o início da agricultura.

### Surgimento do pão
Evidências de 30 mil anos atrás na Europa revelaram resíduos de amido em rochas usadas para a perfuração de plantas. É possível que durante esse tempo, o extrato de amido das raízes das plantas, como taboas e samambaias, fosse espalhado sobre uma rocha plana, colocado sobre um fogo e cozido em uma forma primitiva de pão achatado. A evidência mais antiga do mundo de panificação foi encontrada no nordeste da Jordânia, em uma região de cultura natufiana de 14 500 anos. Por volta de 10 mil a.C., com o alvorecer da era neolítica e a disseminação da agricultura, os grãos tornaram-se a base da produção de pão.

### No Antigo Egito
O pão fermentado, semelhante ao que comemos hoje, já era consumido pelos egípcios por volta de 4000 anos a.C. No Antigo Egito, o pão pagava salários e os camponeses ganhavam três pães e dois cântaros de cerveja por dia de trabalho.
O sistema de fabricação dos egípcios era muito simples: pedras moíam o trigo que, adicionado à água, formava uma massa mole, que era assada. Este sistema encontra-se ilustrado em pinturas encontradas sobre tumbas de faraós que viveram por volta de 2500 a.C.

### Em Israel
As primeiras padarias surgiram em Jerusalém, após o contato com os egípcios, com quem os hebreus aprenderam melhores técnicas de fabricação e obtiveram a receita. Pouco tempo depois, já existia na cidade uma famosa rua de padeiros.

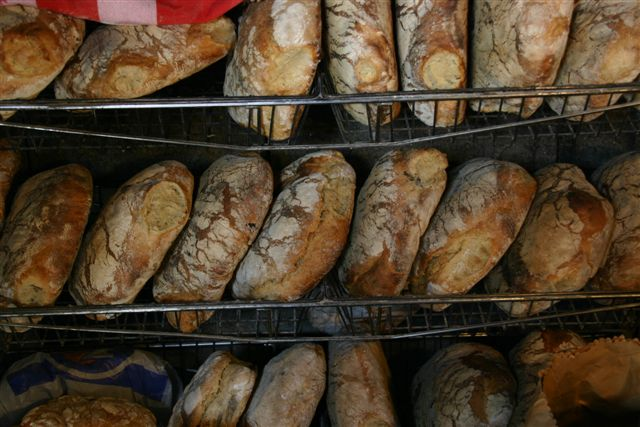
Pão de centeio de Chaves

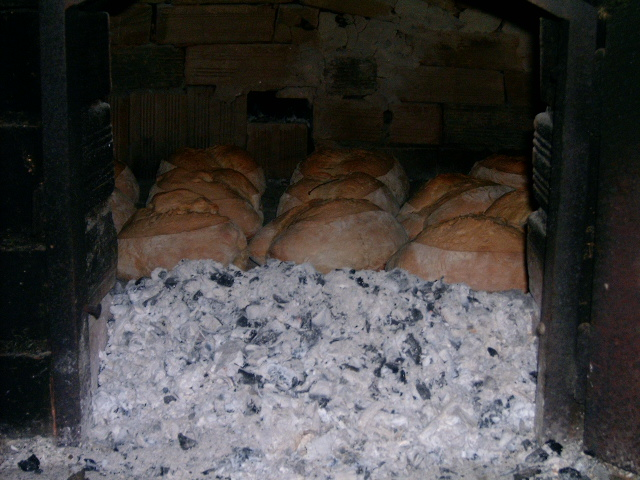
Pão tradicional português

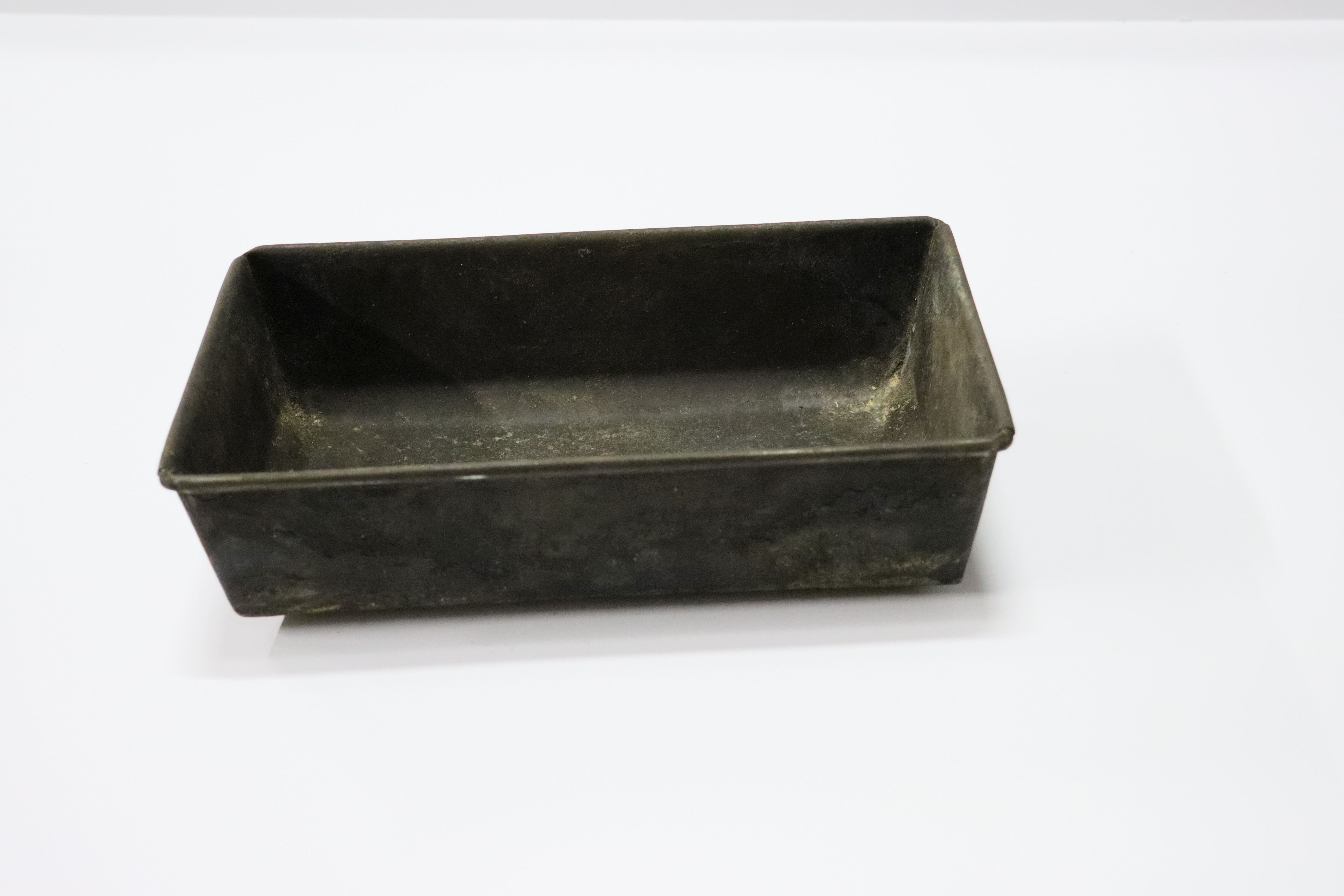
Forma de pão do início do século XX.

### Na Antiguidade Clássica
O pão também teve sua história na Grécia Antiga e na Roma Antiga. Na Grécia, ocorreu na mesma época que no Egito. Já em Roma, foi bem mais tarde (800 anos a.C.), porém com grande importância.
Foi em Roma, por volta de 500 a.C., que foi criada a primeira escola para padeiros, tendo se tornado o principal alimento daquela civilização preparado em padarias públicas.
Pode-se dizer que, com a expansão do Império Romano, o hábito de consumir pão foi difundido por grande parte da Europa.

### Na Idade Média
Com o início da Idade Média, por volta do ano 476 da era comum, as padarias acabaram e a produção de pão voltou a ser caseira. Assim, as pessoas voltaram a comer pão sem fermento.

### Na Idade Moderna
No século XVII, a França torna-se um destaque mundial na fabricação de pães, desenvolvendo técnicas aprimoradas de panificação. Neste período era muito consumido o pão escuro - chamado de “pão do povo” - devido o alimento feito com farinha branca era consumido principalmente pela nobreza/burguesia devido ao alto preço. No século XIX a farinha branca popularizou-se e foi criado a baguete, que possui uma casca externa dourada e crocante e miolo interior macio.

### A industrialização do pão
Forma (utensílio de cozinha)
O aparecimento da máquina ocorre somente no século XIX, com amassadeiras (hidráulicas ou manuais), com um custo muito alto e também com grande rejeição. Os consumidores mostraram-se “hostis” com o pão feito mecanicamente. Pouco tempo depois surge o motor elétrico e a reclamação passa a ser dos padeiros. Cada máquina substituía dois padeiros.
Hoje, o trigo é tratado em moinhos, é lavado, escorrido e passado por cilíndricos que separam o grão da casca.

## Classificação
Existem dois tipos básicos de pão:
1. O pão levedado, a que se acrescentou à massa levedura ou fermento geralmente cozido (assado) num forno, produzindo pães mais ou menos macios, em que a massa cozida tem espaços com ar.
2. O pão ázimo, não fermentado, que produz pães geralmente achatados, mais consistentes; estes podem ser cozidos no forno ou assados numa chapa (ou frigideira), ou mesmo fritos.

## Fermentação
A fermentação é um dos segredos do pão, devido o ar atmosférico conter grande quantidade de microrganismos, destacando-se os esporos de fungos de levedura (Saccharomyces cerevisiae), que conseguem na massa do pão as condições adequadas para alimentarem-se do amido da farinha. Assim os microrganismos dividem o amido em dióxido de carbono (CO2) e álcool, as bolhas de dióxido não conseguem escapar pela superfície da massa fazendo massa crescer (inchar/levedar), afofando-a. Durante a ação de cozimento, o ácido carbónico e o álcool são enfim liberados da massa, mas o seu efeito de crescimento permanece na porosidade, sabor e aroma do pão. As condições ideais para fermentar a massa são 26°C (24 a 27°C) de temperatura e uma umidade relativa do ar entre 70 a 75%.
O primeiro pão fermentado teria sido descoberto por acaso; se uma massa (sem qualquer fermento adicionado) for deixada ao ar livre, ela irá levedar em função das condições naturais de humidade e temperatura. Onde o tempo necessário para a fermentação natural pode variar de quatro à oito horas. Se antes do cozimento ser retirar da massa uma porção da massa levedada, obtém-se o fermento para a próxima fornada. A esta forma de fermentação chama-se fermentação natural, "massa velha" ou "massa mãe".
O pão fermentado com massa velha fica com um sabor e aroma característicos, às vezes com um ligeiro travo ácido ou avinagrado. Em Portugal, ainda se produz muito "pão de massa velha". O "pão alentejano" e muitas "broas minhotas" são exemplos disso. Nas grandes casas comerciais e nas casas de produtos naturais (saudáveis), também se encontra pão de "massa velha" ou fermento natural.
No entanto, a industrialização trouxe formas mais rápidas de produzir pão. O fermento de padeiro que, na grande maioria, é utilizado para a fermentação do nosso pão, é um concentrado de leveduras (Saccharomyces cerevisiae). Como concentrado que é, torna a fermentação mais rápida e mais intensa. No entanto, os mais atentos ao paladar do pão detetam a falta dos sabores e aromas que o fermento de padeiro não consegue "imitar".

### Massa lêveda
Massa lêveda (em inglês: sourdough) é um tipo de pão produzido por uma longa fermentação de massa usando leveduras naturais e lactobacilos. Geralmente tem um sabor levemente amargo por causa do ácido lático produzido durante a fermentação anaeróbica pelos lactobacilos.
Pães Sourdough são feitos com uma partida de fermento. O iniciador cultiva levedura e lactobacilos em uma mistura de farinha e água, fazendo uso dos microorganismos já presentes na farinha; não precisa de nenhum fermento adicionado. Um starter pode ser mantido indefinidamente por adições regulares de farinha e água. Alguns padeiros têm muitas gerações, que dizem ter um sabor ou textura especial. Houve uma época em que todos os pães levedados com levedura eram sicilados. Recentemente, houve um renascimento do pão de massa fermentada em padarias artesanais.
Tradicionalmente, as famílias camponesas de toda a Europa faziam um horário fixo, talvez uma vez por semana. O starter foi salvo da massa da semana anterior. O starter foi misturado com os novos ingredientes, a massa foi deixada para subir, e então um pedaço dela foi salvo (para ser o ponto de partida para o pão da próxima semana).

### Vapor
A rápida expansão do vapor produzido durante o cozimento deixa o pão, que é tão simples quanto imprevisível. O fermento a vapor é imprevisível, pois o vapor não é produzido até que o pão esteja assado. A fermentação a vapor acontece independentemente dos agentes de criação (bicarbonato de sódio, fermento, fermento em pó, massa azeda, clara de ovo batida) incluídos na mistura. O agente de fermentação contém bolhas de ar ou gera dióxido de carbono. O calor vaporiza a água da superfície interna das bolhas dentro da massa. O vapor se expande e faz o pão crescer. Este é o principal fator na subida do pão, uma vez que foi colocado no forno. A geração de CO2, por si só, é pequena demais para explicar o aumento. O calor mata bactérias ou leveduras em um estágio inicial, então a geração de CO2 é interrompida.

### Bactérias
O pão que salta o sal emprega uma forma de fermentação bacteriana que não requer levedura. Embora a ação de fermentação seja inconsistente e exija muita atenção para as condições de incubação, este pão está voltando para seu sabor de queijo e textura fina.

### Aeração
Pão aerado foi fermentado pelo dióxido de carbono sendo forçado a massa sob pressão. De meados do século XIX até meados do século XX, o pão feito desta maneira era um tanto popular no Reino Unido, feito pela Aerated Bread Company e vendido em seus salões de chá de rua. A empresa foi fundada em 1862 e cessou suas operações independentes em 1955.
O misturador Pressure-Vacuum foi mais tarde desenvolvido pela Associação de Pesquisa de Moagem de Farinha e Farinha para o processo de pão Chorleywood. Ele manipula o tamanho da bolha de gás e, opcionalmente, a composição dos gases na massa através do gás aplicado no espaço da cabeça. O padeiro orgânico Andrew Whitely, escrevendo no The Independent, chamou o processo de "corrupção encoberta de nossa alimentação diária".

## Massa sovada
A sovagem é um dos segredos do pão, durante a mistura dos ingredientes as proteínas da farinha combinam-se com a água para assim formarem o glúten na massa do pão. O ato de sovar a massa tem o objetivo de esticar e alinhar as cadeias de glúten, tornando assim esta massa elástica e lisa . Onde essa elasticidade ajuda a capturar o dióxido de carbono que é liberado durante o processo de fermentação, assim formando bolsas de dióxido dentro da massa, fazendo pão crescer e ter um miolo mais erado. Caso contrário, a sova mal feita resulta em um pão massudo/pesado.

### Modo tradicional
O tradicional é o método mais comum de sovar a massa de pão, porém é mais cansativo, sendo mais indicado para massas com pouca água e mais firmeza (pequena hidratação). O modo de preparo a seguir:
- Misture todos os ingredientes e, coloque a massa na bancada não enfarinhada;
- Segure uma ponta da massa com uma mão, estique a massa na bancada usando a base da outra mão;
- Dobre a massa sobre ela mesma, fazendo a volta ao ponto inicial;
- Vire a massa em um ângulo de 90º e, repita o processo novamente de 10 à 15 minutos até obter a massa na forma lisa e elástica.

### Massa não sovada
O processo de usar a massa de pão sem sovar consiste em uma massa bem hidratada e com tempo maior de fermentação, processo que ficou popular com o padeiro Jim Lahey no livro ‘My Bread’. O modo de preparo a seguir:
- Misture todos os ingredientes, em seguida mantenha esta massa na tigela;
- Cubra a tigela com filme plástico e deixe descansar de 12 à 18 horas, que estará pronta quando a superfície estiver com bolhas;
- Coloque a massa na bancada com pouca farinha;
- Dobre-a sobre ela mesma apenas duas vezes;
- Cubra novamente a massa com filme plástico, e para finalizar deixe descansar por aproximadamente 15 minutos.

## Modo de preparo

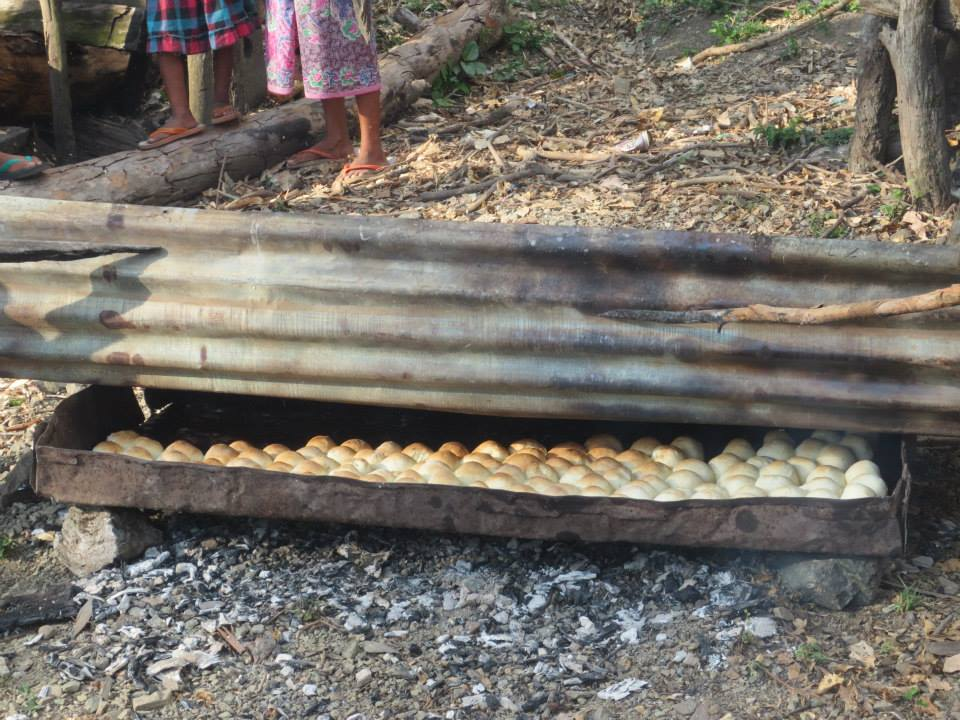
Pão em Timor-Leste

O processo de preparo do pão é simples de fazer, podendo utilizar-se as seguintes proporções básicas: 40% de peso em água; 58% de peso em farinha (que pode-se desdobrar em 75% de farinha de trigo+25% de farinha integral à escolha); 1% de peso em fermento de padeiro, e; 1% de peso em sal. Amassa-se tudo e deixa-se levedar durante 2 a 3 horas em um local ameno, coberta com um pano, para em seguida ir ao forno.
As condições ideais para fermentar a massa são 26 °C (24 a 27 °C) de temperatura e uma umidade relativa do ar entre 70 a 75%. Com ar mais seco, forma-se uma crosta sobre a massa fermentada prejudicando a fermentação e reduzindo a qualidade do pão.
A temperatura de referência para cozer pão é de 240 °C. No entanto, a temperatura deverá ser ajustada em função do tamanho dos pães a cozer. Pães grandes com temperaturas altas irão formar uma côdea espessa antes de cozer o interior. Uma temperatura mais baixa (200 °C) permite cozer mais uniformemente. Pães pequenos com temperaturas altas perdem toda a água e o pão fica seco como as "carcaças".
Mais recentemente surgiram no mercado máquinas caseiras de fazer pão. Elas amassam, levedam e cozem o pão, sozinhas e permitem programar a hora de pão quente. A preparação leva menos de 5 minutos, o tempo necessário para a colocação dos ingredientes. O processo automático de amassar, levedar e cozer pode levar cerca de três horas. As máquinas de fazer pão são um pequeno electrodoméstico com uma forma amovível revestida a material antiaderente. Essa forma tem uma ou duas pás no fundo (amovível revestida a antiaderente) para baterem a massa. No interior da máquina há uma resistência eléctrica para cozer o pão. Têm ainda um relógio para programar a hora de pão pronto.

## Tipos de pão
|           |           |                |              |              |               |             |
| Pão árabe | Pão ázimo | Pão de centeio | Pão de forma | Pão de Mafra | Pão de queijo | Pão francês |

### Pão integral
O pão integral é pão composto com farinhas integrais, ou seja, com farinhas completas às quais não foram retirados quaisquer constituintes. Durante o processo de moagem e em função do tipo de peneiração e do grau de moagem (farinha mais ou menos fina) obtêm-se farinhas mais ou menos completas. As farinhas obtidas por processos de moagem menos agressivos e sem qualquer tipo de peneiração são as verdadeiras farinhas integrais.
Existem no mercado falsos produtos integrais, constituídos com farinha refinada (de pão branco) à qual é acrescentado farelo. Entretanto, este tipo de farinha não é integral porque lhes faltam um conjunto de constituintes que se perderam. Por exemplo, uma mistura de farinha de trigo refinada com farelo, não contém gérmen de trigo, que é o elemento mais rico do grão de trigo.

## Consumo ideal

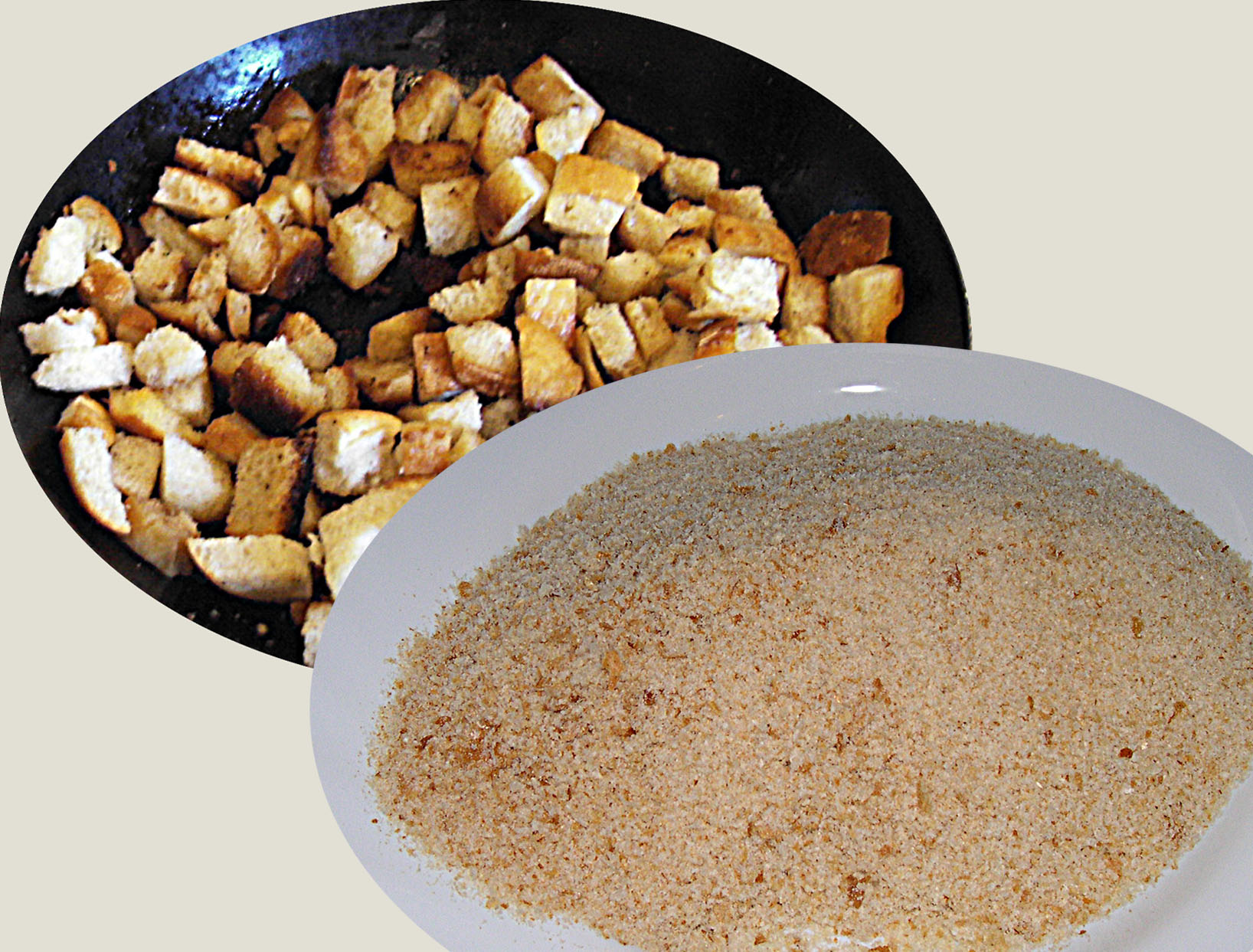
Pão tostado e farinha de rosca.

A Organização Mundial da Saúde recomenda que cada pessoa faça a ingestão de 50 kg de pão ao ano. A região que mais se aproxima do consumo ideal é o Uruguai, onde em média cada habitante come 55 kg/ano O país que mais aprecia este alimento é o Marrocos, onde em média cada habitante come 100 kg/ano. A farinha de rosca, produzida do pão, entra na elaboração de diversas receitas de pratos, doces e salgados, largamente consumidos.